# Burkhard I. von Angelach-Angelach
Burkhard I. von Angelach-Angelach († um 1525/26) war ein Reichsritter aus dem Geschlecht der Herren von Angelach. Er war im Dienste der Kurpfalz und unterstützte 1507 den Wormer Bischof Reinhard II. von Rippur in einer Fehde mit der Stadt Worms.

## Familie
Burkhard I. war der Sohn des Wilhelm IV. von Angelach-Angelach († 1458) und der Ennel von Helmstatt. Er war verheiratet mit Margarete von Nippenburg. Der Sohn Wolf I. ist uns überliefert.

## Leben
Burkhard I. immatrikulierte sich 1469 an der Universität Heidelberg. Er erhielt 1474 von den Grafen von Eberstein als Lehen Waldangelloch und Zehntrechte in Gochsheim. 1489 erhielt er Lehen in Eichtersheim und Michelfeld. Mit dem Kloster Odenheim machte er verschiedene Geschäfte, unter anderem nimmt er beim Kloster ein Darlehen auf.
Im Landshuter Erbfolgekrieg kämpfte er 1504 auf der Seite der Kurpfalz. Da sein Sohn Wolf I. 1526 mit Michelfeld belehnt wurde, muss Burkhard I. kurz zuvor gestorben sein.